# اورسولا زیلگه
اورسولا زیلگه (انگلیسی: Ursula Sillge; ۱۹۴۶ (۷۸–۷۹ سال) جامعه‌شناس و فعال حقوق ال‌جی‌بی‌تی اهل آلمان است. او نخستین گردهمایی ملی همجنس‌گرایی زنانه را در آلمان شرقی سازماندهی کرد و بین سال‌های ۱۹۷۰ تا ۱۹۹۰ یکی از فعال‌ترین کنشگران لزبین در کشور بود. او از مقامات خواست تا حقوق جامعه ال‌جی‌بی‌تی را به رسمیت بشناسند و امکان دیده‌شدن آنان را فراهم کنند. در سال ۱۹۸۶، او ساندی کلاب را در برلین بنیان گذاشت. این گروه تنها انجمن غیرمذهبی نمایندهٔ همجنس‌گرایان در دههٔ ۱۹۸۰ بود، هرچند که به‌طور رسمی به رسمیت شناخته نشد. این سازمان نخستین انجمن قانونی نمایندهٔ جامعه ال‌جی‌بی‌تی در آلمان شرقی شد که در سال ۱۹۹۰ اجازهٔ ثبت یافت. سیلگه در سال ۱۹۹۱ از سمت مدیریت «ساندی کلاب» کناره‌گیری کرد تا آرشیو ال‌جی‌بی‌تی معروف به «آرشیو زنان لیلا» را تأسیس کند. پس از فروپاشی دیوار برلین، او توانست دکترای خود را دریافت کند. افزون بر مدیریت این آرشیو، چندین اثر دربارهٔ همجنس‌گرایی و وضعیت زنان در پرده آهنین منتشر کرده است.

## سال‌های نخستین زندگی و تحصیل

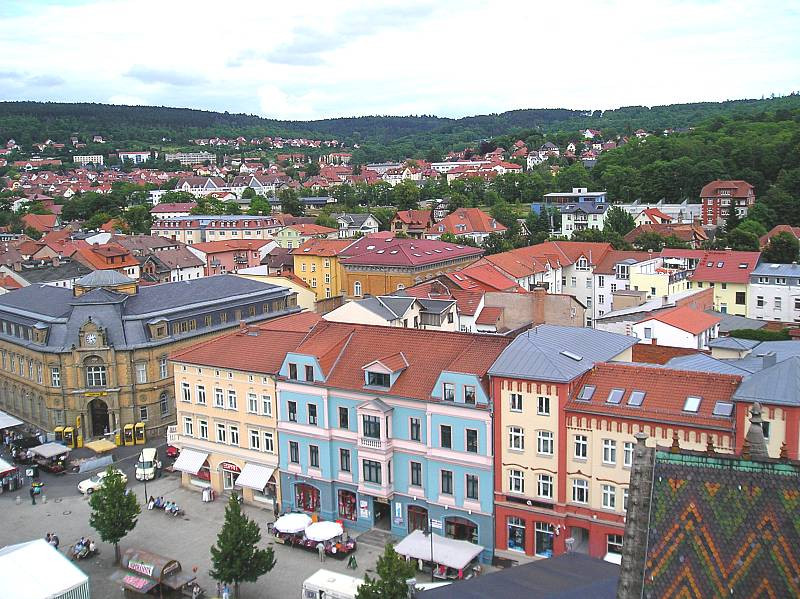
ماینینگن

اورزولا سیلگه در سال ۱۹۴۶ در اونترماسفلد، شهری در ایالت تورینگن زاده شد که در آن زمان بخشی از اداره نظامی شوروی در آلمان و از اکتبر ۱۹۴۹، جزئی از آلمان شرقی بود. او در ماینینگن بزرگ شد و معمولاً «اوشی» نامیده می‌شد. از سال ۱۹۶۳، او در دامپروری با تخصص در زادگیری گزینشی آموزش دید و در سال ۱۹۶۶ گواهینامهٔ دولتی دریافت کرد. سیلگه در حدود ۲۰سالگی متوجه شد که به زنان علاقه دارد، اما هیچ راهی برای پی‌بردن به این‌که آیا افراد دیگری نیز چنین احساسی دارند، نداشت. او با یک مشاور ازدواج ملاقات کرد که از تمایل او به داشتن دوست‌دختر شگفت‌زده شد، اما پیشنهاد کرد که برای یافتن دوست مکاتبه‌ای آگهی دهد. سیلگه این پیشنهاد را پذیرفت و هنگامی که سه زن به او پاسخ دادند، احساس کرد که روزنه‌ای برای ارتباط یافته است. بین سال‌های ۱۹۶۸ تا ۱۹۷۲، او در دانشگاه هومبولت برلین تحصیل کرد و در رشتهٔ مهندسی کشاورزی مدرک دریافت کرد.
بین سال‌های ۱۹۷۲ تا ۱۹۷۷، سیلگه به‌عنوان دستیار پژوهشی در دانشگاه هومبولت مشغول به کار بود. در همین زمان، انجمن علاقه‌مندان همجنس‌گرایی برلین (HIB) در سال ۱۹۷۳ تشکیل شد و به مطالبهٔ حقوق همجنس‌گرایان زن و مرد پرداخت. از آن‌جا که بیشتر اعضای این گروه مردان بودند که به مسائل خود متمرکز بودند، در سال ۱۹۷۶ کریستیانه زیفلد تلاش کرد تا شاخه‌ای ویژهٔ زنان لزبین ایجاد کند. اما این شاخه شکل نگرفت و زمانی که سیلگه در اواخر دههٔ ۱۹۷۰ به رویدادهای اجتماعی HIB پیوست، اغلب تنها زن حاضر در آن‌ها بود. از آن‌جا که گروه‌های فعال ال‌جی‌بی‌تی معمولاً تحت سلطهٔ مردان بودند و مسائل زنان نادیده گرفته می‌شد، سیلگه دایره‌ای از زنان لزبین را سازمان داد که به‌طور منظم در «خانه سلامت» گرد هم می‌آمدند. این گروه زمانی از هم پاشید که پزشکان و روان‌شناسانی که در این مرکز فعالیت داشتند، شرط گذاشتند که در ازای در اختیار گذاشتن فضا برای جلسات، زنان حاضر به انجام آزمایش‌ها و تحلیل‌های پزشکی شوند.

## فعالیت‌ها

### تلاش‌های سازمانی (۱۹۷۸–۱۹۸۲)

دانشگاه هومبولت برلین

در سال ۱۹۷۸، سیلگه که به‌عنوان مدیر مسکن مشغول به کار شده بود، نخستین گردهمایی ملی لزبین‌ها را در موزه دوره گروندر، مکانی که توسط شارلوت فون مالسدورف اداره می‌شد و محل برگزاری رویدادهای HIB بود، سازمان‌دهی کرد. پس از ارسال دعوت‌نامه‌ها، پلیس او را دستگیر و بازجویی کرد، اما در نهایت تصمیم گرفت که اجازه دهد این رویداد برگزار شود. با این حال، در ۸ آوریل، زمانی که زنان لزبین برای شرکت در گردهمایی رسیدند، پلیس از ورود آنان به محل جلوگیری کرد و HIB مجبور شد در طول آخر هفته رویدادهای جایگزینی برگزار کند. آپارتمان سیلگه به مرکز فعالیت‌های کسانی تبدیل شد که برای شرکت در این گردهمایی سفر کرده بودند. پلیس از برگزاری هرگونه رویداد مشابه در مکان شارلوت فون مالسدورف جلوگیری کرد. درخواست‌های ارائه‌شده به نهادهای مختلف حکومتی نشان داد که هیچ حمایتی برای ایجاد یک مرکز اجتماعی و آموزشی برای همجنس‌گرایان وجود ندارد. در نهایت، تصمیم شورای وزیران در سپتامبر ۱۹۷۹ باعث شد که اعضای HIB تصمیم به انحلال این گروه بگیرند. موضع دولت، طبق تحلیل جفری جایلز، این بود که فضاهای جداگانه برای جامعه ال‌جی‌بی‌تی غیرضروری هستند، زیرا سازمان‌های اجتماعی دولتی به همه افراد اجازهٔ مشارکت می‌دادند.

### تأسیس سان‌دی کلاب (۱۹۸۳–۱۹۸۹)

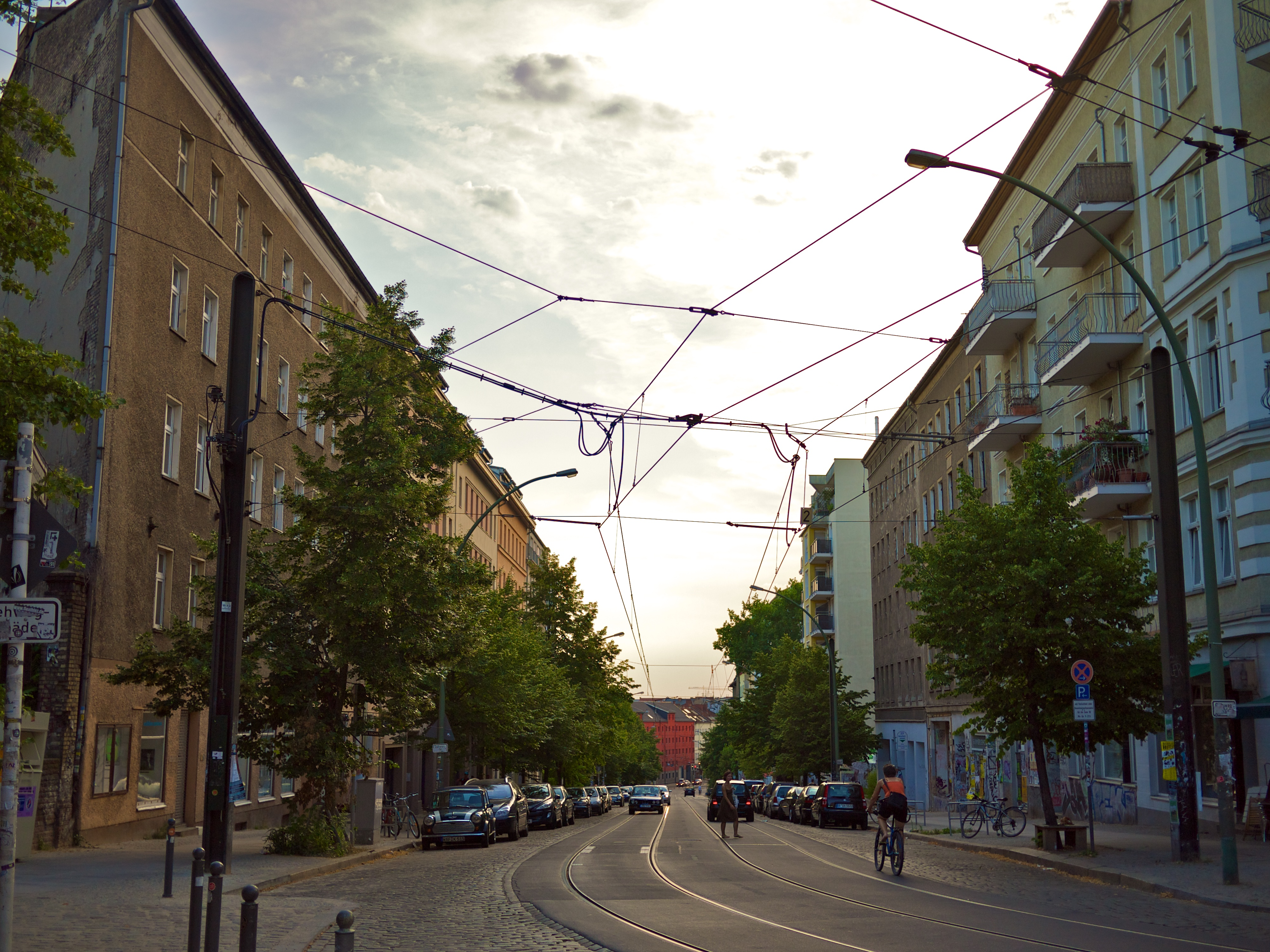
خیابان فترانن‌اشتراسه در برلین

زیلگه در گروه‌های کلیسایی شرکت می‌کرد، اما می‌خواست مستقل از مذهب فعالیت کند. او در سال ۱۹۸۳ دوره‌ای در جامعه‌شناسی را از طریق برنامهٔ آموزش از راه دور دانشگاه لایپزیگ آغاز کرد، اما به دلیل دستور اشتازی، اجازه نداشت مدرک خود را در دانشگاه‌های هومبولت یا کارل مارکس تکمیل کند. به او گفته شد که برای تأیید دولتی گردهمایی‌های ال‌جی‌بی‌تی، مطالعات علمی لازم است، بنابراین در سال ۱۹۸۴، با گروه علوم اجتماعی دانشگاه هومبولت برای تأسیس یک گروه پژوهشی در زمینهٔ همجنس‌گرایی توافق کرد. این گروه در سال ۱۹۸۵ گزارشی تحت عنوان وضعیت شهروندان هموفیل در جمهوری دموکراتیک آلمان منتشر کرد که نرخ بالای خودکشی و تبعیض علیه همجنس‌گرایان را نشان می‌داد و توصیه می‌کرد که خدمات مشاوره‌ای و آموزشی ارائه شود و قوانین تبعیض‌آمیز در مورد روابط و مسکن بررسی گردد.
در سال ۱۹۸۶، زیلگه اجازه یافت تا رویدادهای اجتماعی را در روزهای یکشنبه در باشگاه میتسوانسیگر در خیابان فترانن‌اشتراسه برگزار کند، زیرا این مکان در آن روز مستأجر دیگری نداشت. پس از یک سال، سازمان محل خود را به دلیل پروژهٔ نوسازی از دست داد و تا سال ۱۹۸۸ مکان ثابتی نداشت، تا این‌که گردهمایی‌هایشان به برلین-میته منتقل شد. تا سال ۱۹۸۷، این رویدادها به نام ساندی کلاب شناخته شدند. این باشگاه تنها سازمان غیردینی ال‌جی‌بی‌تی در آلمان شرقی بود و زیلگه تا سال ۱۹۹۱ مدیر آن باقی ماند.
فعالیت‌های زیلگه باعث شد که تحت نظارت اشتازی قرار گیرد که لیستی از آگهی‌های شخصی همجنس‌گرایان در نشریات را نگه می‌داشت. در پروندهٔ او آمده بود که از سال ۱۹۸۳، او از مقامات دولتی خواسته بود که حقوق همجنس‌گرایان را به رسمیت بشناسند، اما عضو حزب نبود و شغلی تمام‌وقت نداشت.